# 国民议会 (乍得)
国民议会（法語：Assemblée Nationale）是乍得的国家立法机关。2024年修宪以前，国民议会实行一院制，由155名议员组成。每届议会任期5年。所有法律必须由国民议会表决通过。2021年4月20日，乍得總統伊德里斯·代比在作戰時陣亡，国民议会同時暫時解散 。
2024年，乍得新宪法规定建立由参议院和国民议会组成的两院制立法机构。新当选的国民议会于2025年2月取代了国家过渡委员会。